# Pragmatisk sanktion
Pragmatisk sanktion är en juridisk term av romerskt ursprung som använts i fransk, spansk samt tysk och österrikisk statsrätt för en grundlagsliknande förordning utfärdad av en monark.

## Den pragmatiska sanktionen i Bourges
Den pragmatiska sanktionen i Bourges skapades av en nationell biskopssynod med stöd av Konciliet i Basel, och utfärdades 7 juli 1438 av kung Karl VII av Frankrike. Sanktionen godkände det konciliära dekret som hävdade att de allmänna kyrkomötenas auktoritet stod över påvens. Den pragmatiska sanktionen bestod av 23 artiklar som etablerade den  Gallikanska kyrkans fri- och rättigheter genom att bekräfta att påven var underställd de allmänna kyrkomötena, och att hans världsliga makt var beroende av kungens godkännande. Domkapitlen återfick också sin rätt att välja biskopar. En liknande pragmatisk sanktion utfärdades 1439 av tyska riksdagen i Mainz.
Ludvig XI upphävde sanktionen men av och till trädde den åter i kraft. Den pragmatiska sanktionen i Bourges sattes slutgiltigt ur spel genom Konkordatet i Bologna 1516, som påven Leo X 1516 fick Frans I av Frankrike att godta med stöd av ett beslut av Femte laterankonciliet.

## Den pragmatiska sanktionen av år 1713
Den pragmatiska sanktion som utfärdades av Karl VI 19 april 1713 innebar att kejsaren lade fast odelbarheten av det habsburgska riket och säkrade rätten till kvinnlig tronföljd. Trots denna pragmatiska sanktion utbröt det österrikiska tronföljdskriget efter Karl VI:s död, och inför Maria Theresias uppstigande på tronen.